# إسحاق فولورونسو أديول
إسحاق فولورونسو أديول (الأكاديمية النيجيرية للعلوم) (من مواليد 5 مايو 1954) هو أستاذ نيجيري في أمراض النساء والتوليد. شغل منصب وزير الصحة النيجيري الأسبق من نوفمبر عام 2015 حتى مايو عام 2019 ضمن حكومة الرئيس محمد بخاري. وهو نائب رئيس سابق لجامعة إبادان ورئيس المنظمة الأفريقية للبحث والتدريب في السرطان. وقبل تعيينه في منصب نائب رئيس الجامعة الدائم الحادي عشر، شغل منصب عميد كلية الطب، جامعة إبادان، أكبر وأقدم كلية طب في نيجيريا. وتتركز اهتماماته البحثية في مجال فيروس الورم الحليمي البشري وفيروس العوز المناعي البشري وعلم الأورام النسائي، وهو مجال متخصص من الطب يركز على سرطانات الجهاز التناسلي الأنثوي، بما في ذلك سرطان المبيض وسرطان الرحم وسرطان المهبل وسرطان عنق الرحم وسرطان الفرج. ويمتلك أديول عضوية في مجلس إدارة جامعة أديليكي وترأس الهيئة الوطنية لسياسة مكافحة سرطان عنق الرحم. وهو الأستاذ الوحيد النيجيري المعين عضوًا في مجلس رابطة جامعات الكومنولث. وجرى تعيينه ليكون عضوًا في المجلس الاستشاري الدولي للمعهد الأفريقي للسرطان، وهو مركز شامل للسرطان في أفريقيا جنوب الصحراء الكبرى.
في عام 2014، احتفل بعيد ميلاده الستين، في محاضرة عامة عقدت في مركز المؤتمرات الدولي بجامعة إبادان، جرى الحديث عن المسيئين الذين حاولوا بكل جهد إبعاده عن منصب نائب رئيس المؤسسة في عام 2010. وكان منظم الاحتفال بعيد ميلاده الستين هو وول أولانيبيكون، أحد كبار المحامين في نيجيريا، والرئيس السابق لنقابة المحامين النيجيريين، والمستشار السابق للجامعة. ووصف أديول بأنه «قطة لا تمتلك تسعة أرواح فحسب، بل تمتلك 18 روحًا، فقد تغلب على كل الآلام والمؤامرات التي حيكت ضده من قبل المسيئين». وفي عام 2012، جرى انتخابه زميلًا في أكاديمية العلوم النيجيرية، وهي المنظمة الأكاديمية العليا في نيجيريا. وتقلد منصبه في الأكاديمية مع البروفيسور مجيد أولايدي عباس، الأستاذ النيجيري لعلوم الكمبيوتر في جامعة لاغوس، والبروفيسور أكينينكا أوميغبودون، رئيس كلية الجراحين في غرب أفريقيا والعميد السابق لكلية الطب، جامعة إبادان.
في عام 2014، عُين كعضو في مجلس إدارة جامعة أديليكي وفي يونيو عام 2015 عين أيضًا كعضو في مجلس إدارة جامعة عموم أفريقيا. وتعد جامعة عموم أفريقيا شبكة تدريب وبحث بعد التخرج من المراحل الجامعية في خمس مناطق، ويدعمها الاتحاد الأفريقي. وفي 28 مارس عام 2015، عين مسؤول تنسيق في المفوضية القومية المستقلة للانتخابات في ولاية لاغوس للانتخابات العامة النيجيرية عام 2015، وفي 11 أبريل، شغل منصب مأمور دائرة لانتخابات حاكم ولاية لاغوس. وفي 11 نوفمبر عام 2015 أصبح وزير الصحة في جمهورية نيجيريا الاتحادية.

## النشأة
ولد أديول في 5 مايو عام 1954 في إيلسا، وهي مدينة في ولاية أوشون في جنوب غرب نيجيريا. كان والداه تاجرين وكان اختياره المهني بإلهام من والده، الذي كان وكيلًا لشركة يونايتد أفريكا، وهي شركة بريطانية كانت تتاجر في غرب أفريقيا خلال القرن العشرين.
كانت خطته الأولية هي اختيار مهنة في مجال الملاحة الجوية، وخاصة هندسة الطيران، على الرغم من أن مستشار التوجيه المدرسي اقترح مقررات مدرسية مفيدة لمهنة الطب. وفي عام 1960، التحق بمدرسة أوغودو الميثودية الابتدائية، في إيلسا، حيث أمضى عامًا واحدًا، والمدرسة الميثودية أوكي أدو في إبادان، حيث أمضى أيضًا عامًا واحدًا قبل أن يكمل تعليمه الابتدائي في مدرسة سانت ماتياس الإيضاحية في أكيور. ثم التحق بمدرسة قواعد إيلسا، وهناك حصل على شهادة الصف الأول بامتياز في عام 1970 وشهادة المدرسة العليا في عام 1972. وفي أكتوبر عام 1973 التحق بكلية الطب، جامعة إبادان. وحاز على درجة البكالوريوس في الطب والجراحة وفي عام 1978 فاز بجائزة غلاكسو ألينبيري لأدائه المتميز في طب الأطفال.

## مسيرته المهنية
في عام 1978، حين تخرج أديول من جامعة إبادان، التحق بمستشفى الكلية الجامعية، إبادان. وفي عام 1979، غادر المستشفى إلى مدينة صكتو لمدة عام لأداء الخدمة الوطنية للشباب بشكل إلزامي. وعند الانتهاء من خدمته، عمل لمدة عام كضابط طبيب في مستشفى أديويو للأمومة في إبادان، قبل أن يعود إلى مستشفى الكلية كمسؤول داخلي كبير في قسم التوليد وأمراض النساء. شغل هذا المنصب لمدة عام قبل أن يعين أمين سجلات عام 1982. وفي عام 1985، غادر نيجيريا للحصول على زمالة بحثية في قسم طب الأورام في مستشفى تشارينغ كروس في لندن. وبعد الانتهاء من برنامج الزمالة، عاد إلى نيجيريا لينضم إلى مستشفى رويال كراون التخصصي في إبادان، حيث أمضى أربع سنوات قبل أن يعود إلى مستشفى الكلية الجامعية بصفته استشاريًا في التوليد وأمراض النساء.
بدأ حياته الأكاديمية كمحاضر من الدرجة الأولى في كلية الطب في جامعة إبادان، حيث أصبح محاضرًا أول في عام 1992. وفي 1 أكتوبر عام 1997، عين أستاذًا للطب في جامعة إبادان، في نفس العام الذي أصبح فيه عضوًا في مجلس الشيوخ بالجامعة. وفي عام 1999، أصبح رئيسًا بالنيابة لقسم أمراض النساء والتوليد. وقد خدم بهذه الصفة لمدة عام واحد. وفي 1 أغسطس عام 2000، جرى تعيينه عميدًا لكلية العلوم السريرية وطب الأسنان، وهو المنصب الذي شغله حتى 31 يوليو عام 2002. وفي 1 أغسطس عام 2002 بدأ عمله كعميد لكلية الطب وخلفه البروفيسور أكينينكا أوميغبودون. وأثناء خدمته في هذا المنصب، كان عضوًا في لجنة العميد والعمداء وكذلك رئيس لجنة الحرم الجامعي للإيدز. مثلما شغل منصب رئيس لجنة تقييم أعضاء هيئة التدريس في عام 2004. وفي 1 مايو عام 2010، أصبح أستاذًا مساعدًا في جامعة نورث وسترن في شيكاغو. وفي ديسمبر عام 2010، أصبح نائب رئيس الجامعة الدائم الحادي عشر لجامعة إبادان، خلفًا لأولوفيمي باميرو، أستاذ الهندسة الميكانيكية وعضو الأكاديمية النيجيرية للهندسة.
بين عامي 1989 و1992، كان مستشارًا تحريريًا لمجلة نيجيريان ميديكال جورنال. وفي عام 1997، أصبح عضوًا في هيئة تحرير مجلة نيجيريان جورنال أوف ميدسين. ويعمل حاليًا كعضو في المراجعات السريرية للأورام. وهو أيضًا عضو في هيئة تحرير غلوبال سانتي جورنال. وقد نشر أكثر من 180 مقالًا علميًا وعشرات الكتب، مثلما ساهم في مئات الكتب الأخرى.